# 長野県林業大学校
長野県林業大学校（ながのけんりんぎょうだいがっこう、英: Nagano Prefectural College of Forestry）は、長野県木曽郡木曽町にある林業専門の専修学校。林業専門課程林学科が設置されている。
1979年（昭和54年）4月に開校。公開講座・県民共学講座も開講している。